# Clifford Gray
Clifford Barton "Cliff" Gray, född 29 januari 1892 i Chicago, död 9 november 1969, var en amerikansk bobåkare.
Gray blev olympisk guldmedaljör i fyrmansbob vid vinterspelen 1932 i Lake Placid.